# Madoqua saltiana
Il dik-dik di Salt (Madoqua saltiana) è una piccola antilope diffusa nelle aree semi-desertiche e nelle aride macchie spinose dell'Africa orientale.

## Descrizione
Quest'antilope, lunga 45–67 cm (a cui si aggiungono 3–5 cm di coda) e alta al garrese 30-40,5 cm, pesa solamente 2–4 kg.
Le zampe posteriori del dik-dik di Salt sono più lunghe di quelle anteriori; il collo e il dorso sono di colore grigio. I fianchi sono solitamente rossi. Il naso è di forma squadrata. Le piccole corna a forma di spina sono lunghe 7,3–9 cm.

## Sottospecie
Molti scienziati considerano il dik-dik di Swayne, M. s. swaynei, il dik-dik di Erlanger, M. s. erlangeri, e il M. s. citernii come una specie a sé stante, Madoqua swaynei, e il dik-dik dal ventre rosso, M. s. phillipsi, come Madoqua phillipsi. Il dik-dik argentato, M. piacentinii, era un tempo ritenuto una sottospecie del dik-dik di Salt:
- dik-dik di Salt, Madoqua saltiana saltiana: grigio rossastro, vive in Gibuti, Eritrea ed Etiopia nord-orientale;
- dik-dik dal ventre rosso, Madoqua saltiana phillipsi: grigio rossastro, dai fianchi arancio rossicci, vive in Somalia ed Etiopia e viene spesso considerato come specie a sé stante;
- dik-dik di Lawrence, Madoqua saltiana lawrenci: grigio argentato, dai fianchi rossicci e con una linea ben marcata tra i due colori, vive in Somalia nord-orientale;
- dik-dik dell'Harar, Madoqua saltiana hararensis: di colore dal rosso fuoco al rossastro, vive in Somalia settentrionale e nord-orientale;
- dik-dik di Swayne, Madoqua saltiana swaynei: rossastro, dalla gola e dalle guance grigie, vive in Somalia e viene spesso considerato come specie a sé stante;
- dik-dik di Erlanger, Madoqua saltiana erlangeri: rossastro, vive in Somalia ed Etiopia;
- Madoqua saltiana citernii: rossastro, vive in Somalia ed Etiopia;

## Comportamento
Il dik-dik di Salt è un animale molto timido; per evitare il calore diurno tende ad essere attivo di notte e al crepuscolo. Proprio per questo è ritenuto un animale crepuscolare. I maschi dominanti si riconoscono dalla cresta eretta sulla testa. Spesso questi animali vivono in coppie e in piccoli gruppi. Si nutrono soprattutto di foglie e radici di alberi di acacia. A tutt'oggi non conosciamo granché sul comportamento riproduttivo di questa specie.

## Habitat
È diffuso nelle boscaglie e nelle aree di vegetazione spinosa sempreverdi e semi-decidue del Corno d'Africa.

## Distribuzione
Vive nel Corno d'Africa e in Etiopia.